# Johanniterkommende Beilau
Die Johanniterkommende Beilau war eine Niederlassung des Johanniterordens in Beilau im damaligen Herzogtum Breslau im späteren Landkreis Breslau (seit 1945 Piława, Woiwodschaft Niederschlesien, Polen). Der Johanniterorden erhielt im Zeitraum 1170/89 die Zehnten aus den Dörfern Lossen, Gleinitz, Groß Tinz, Goslau und Beilau, die allerdings zuerst der Verwaltung der Kommenden Lossen und Groß Tinz unterstellt wurden. 1261 ist die Niederlassung des Ordens in Beilau durch die Nennung eines Kommendators als selbständige Kommende belegt. 1411 wurde die Kommende Beilau der Kommende Groß Tinz als „Membrum“ (Filiale) unterstellt. Die Johanniterkommende Groß Tinz wurde 1810 säkularisiert.

## Lage
Die Kommende hatte ihren Sitz in Beilau, knapp sechs Kilometer südsüdwestlich von Neumarkt. Von den Gebäuden der Kommende hat sich nichts erhalten.

## Stellung der Kommende in der Organisationshierarchie des Johanniterordens
Die Kommende Beilau gehörte innerhalb der Organisationshierarchie des Johanniterordens zum Großpriorat Böhmen der Deutschen Zunge. Im 14. und 15. Jahrhundert benannte der böhmische Großprior wegen der größeren Entfernung vom Amtssitz einen Statthalter oder Stellvertreter für die schlesischen Kommenden, d. h. zu dieser Zeit existierte quasi eine schlesische Unterprovinz des Großpriorats. In aller Regel kommunizierte der Großprior nicht direkt mit den schlesischen Kommendatoren; sein Statthalter in Schlesien gab die entsprechenden Anweisungen des Großpriors an die schlesischen Kommendatoren weiter.

## Geschichte
Nach einer undatierten Urkunde aus dem Zeitraum 1170/89 schenkte Bischof Siroslaus II. von Breslau dem Johanniterorden die Zehnten aus den Dörfern Lossen, Gleinitz, Tinz, Goslau und Beilau. Nach Waldstein-Wartenberg soll die Niederlassung anfangs von der vor 1189 gegründeten Johanniterkommende Groß Tinz abhängig gewesen sein.
Beilau gehörte im Hochmittelalter bzw. zur Zeit der Schenkung zum Herzogtum Schlesien. Nach dem Tod des Herzogs Heinrich II. in der Schlacht bei Liegnitz (1241) und der Teilung des Herzogtums 1249 in drei Teilherzogtümer kam Beilau zum Herzogtum Breslau.
Die Niederlassung in Beilau ist 1261 mit der Nennung des Kommendators Theodoricus bzw. Dietrich als selbständige Kommende belegt. 1302 beauftragte Beatrix von Brandenburg, Witwe des Schweidnitzer Herzogs Bolko I., Herzogin von Schlesien und Herrin auf Fürstenberg ihren Striegauer Landvogt Heidenreich von Buzich und den Erbvogt Gerhard in Kanth mit einer Grenzregulierung, bei der festgestellt wurde, dass ein Busch zwischen zwei Gewässern zur Kurie (Hof) der Johanniter in Beilau gehörte. Unter den Zeugen ist auch ein Bruder Heinrich von Kammendorf erwähnt; allerdings ist unklar, ob er Kommendator der Niederlassung in Beilau war.
Zwischen 1325 und 1334 ist der Kommendator Günther von Pylavia mehrfach in Urkunden erwähnt. Er nahm am 8. Mai 1334 an einem Generalkapitel des Großpriorats Böhmen in Groß Tinz teil.
1331 schenkte Herzog Boleslaus III. den Johanniterkommenden in Klein-Oels und Beilau den vierten Teil des fürstlichen Goldzehnts vom Bergwerk vor Goldberg (... wie weit sich die Stollen auch ausdehnen mögen.). Der Zehnte wurde wöchentlich entrichtet.
Aus bisher nicht ersichtlichen Gründen wurde die Kommende Beilau nach 1411 mit der Kommende Groß Tinz vereinigt. Die Johanniterkommende Groß Tinz wurde 1810 säkularisiert.
Der Ort Beilau gehörte auch nach dem 1742 erfolgten Übergang Schlesiens an Preußen 1743 noch dem Malteserorden.

## Kommendatoren
| Amtszeit      | Kommendator          | Sonstige Ämter und Anmerkungen                                                       |
| ------------- | -------------------- | ------------------------------------------------------------------------------------ |
| 1261          | Theodoricus/Dietrich | Kommendator                                                                          |
| 1325 bis 1334 | Günther von Pylavia  | Kommendator in Beilau, nahm am 8. Mai 1334 an einem Generalkapitel in Groß Tinz teil |